# William Henry Harrison
William Henry Harrison (født 9. februar 1773, død 4. april 1841) var den niende præsident af USA, militærofficer og politiker, og den første præsident, der døde i embedet. Harrison var den ældste valgte præsident indtil Ronald Reagan i 1981, og den sidste præsident, der blev født før USA's uafhængighedserklæring. Han døde på sin 32. dag som præsident—den korteste periode som præsident for USA i historien. Hans død startede en kort forfatningsmæssig krise, men krisen endte med at løse mange spørgsmål om hvem, der er først i rækken til det amerikanske præsidentembede—spørgsmål, der var efterladt ubesvarede af USA's forfatning indtil vedtagelsen af den 25. ændring af USA's forfatning.
Før han blev valgt som præsident, sad Harrison som den første delegerede fra Nordvestterritoriet, som guvernør for Indianaterritoriet og senere som repræsentant og senator fra Ohio. Hans oprindelige berømmelse stammede fra Slaget ved Tippecanoe, hvor han ledte de amerikanske tropper mod amerikanske indianere i 1811—en begivenhed, der gav ham tilnavnet "Tippecanoe" (eller "Old Tippecanoe"). Som general i den efterfølgende Britisk-amerikanske krig var hans mest notable bidrag en sejr ved Slaget om Thames i 1813, der sluttede krigshandlingerne i hans region.
Efter krigen flyttede Harrison til Ohio, hvor han blev valgt til USA's Kongres, og i 1824 blev han medlem af Senatet. Der sad han i en afbrudt periode, inden han blev udnævnt til Minister Plenipotentiary i Colombia i maj 1828. I Colombia underviste han Simon Bolívar om demokrati, før han vendte tilbage til sin farm i Ohio, hvor han boede relativt tilbagetrukket indtil sin nominering som præsident i 1836. Efter nederlaget vendte han tilbage til farmen, inden han blev valgt som præsident i 1840.

## Tidligt liv

### Familiebaggrund og barndom
Harrison blev født ind i den prominente politiske Harrison-familie på Berkeley-farmen i Charles City County, Virginia 9. februar 1773 som det yngste af Benjamin Harrison V og Elizabeth Bassets syv børn. Han var den sidste præsident, der blev født som brite inden den amerikanske uafhængighed. Hans far var plantageejer i Virginia og delegeret i den kontinentale kongress (1774-1777), der underskrev den Amerikanske Uafhængighedserklæring—desuden var han guvernør for Virginia mellem 1781 og 1784. Harrisons bror, Carter Bassett Harrison, blev repræsentant for Virginia i Repræsentanternes Hus, og Harrisons svigerfar var Kongresmanden John Cleves Symmes. Harrisons stedsvigermor var datter af New Jerseys guvernør William Livingston.
I 1787, som 14-årig, startede Harrison på det presbyterianske Hampden-Sydney College. Han gik på skolen indtil 1790, hvor han lærte latin og lidt fransk. Han blev fjernet af din episkopalske far, måske på grund af en religiøs vækkelse, der fandt sted på skolen. Derefter gik han i kort tid på et akademi i Southampton County før han igen flyttede til Richmond, hvor han begyndte at studere medicin. Han blev angiveligt involveret i det anti-slaviske kvæker-fællesskab og med metodisterne på skolen, hvilket gjorde hans pro-slaviske far vred—og Harrison blev igen forflyttet til Philadelphia for at bo med Robert Morris, måske på grund af den medicinske uddannelse, der var tilgængelig dér. Han startede på Pennsylvanias Universitet i 1790, hvor han fortsatte sine studier under Dr. Benjamin Rush. Harrison forklarede senere til en forfatter, at han ikke kunne lide faget. Kort efter Harrisons ankomst i Philadelphia i 1791 døde hans far, hvilket efterlod ham uden finansiering til videre skolegang. Han var 18 da faderen døde, og blev efterladt med Morris som værge.

### Tidlig militærkarriere
Guvernør Henry Lee fra Virginia, en af Harrisons fars venner, hørte om Harrisons forarmede situation efter faderens død, og overtalte ham til at gå ind i militæret. Mindre end 24 timer efter at have mødtes og diskuteret sin fremtid med Lee, blev Harrison udpeget som fenrik i den amerikanske hær, 11. infanteriregiment, som 18-årig. Han blev først sendt til Cincinnati i nordvest-territoriet, hvor hæren deltog i den nordvestlige indianske krig.
General "Mad Anthony" Wayne overtog kommandoen over den vestlige hær i 1792, efter et katastrofalt nederlag under ledelse af den tidligere kommandør. Harrison blev på grund af sin gode disciplin forfremmet til løjtnant samme sommer, og i det følgende år blev han forfremmet til aide-de-camp. Af Wayne lærte Harrison at lede en hær ved USA's grænser. Harrison deltog i Waynes afgørende sejr ved slaget om Fallen Timbers 20. august 1794, hvilket afgjorde krigen til USA's fordel. Efter shawnee-indianernes nederlag under lederen Blåjakke (Weyapiersenwah, født ca 1743, død i 1810) var løjtnant Harrison en af underskriverne af Greenville-traktaten i 1795, der åbnede store dele af det nuværende Ohio op for bosættelse.
Efter sin mors død i 1793 arvede Harrison en del af familiens ejendom, blandt andet 15 km² land og flere slaver. Da Harrison stadig var i hæren på det tidspunkt, solgte han sin del til sin bror.

### Ægteskab og familie
I 1795 mødte Harrison Anna Symmes fra North Bend. Hun var datter af dommer John Cleves Symmes, en prominent figur i staten og tidligere repræsentant i Congress of the Confederation. Da Harrison bad faderen om tilladelse til at ægte Anna, fik han afslag. Harrison ventede til Symmes rejste væk på en forretningsrejse, og stak derefter af med Anna for at blive gift 25. november 1795. Efterfølgende solgte Symmes det unge par 65 hektar land i North Bend, da han var bekymret for Harrisons evne til at sørge for Anna.
Parret fik 10 børn. Ni nåede at blive voksne, mens et enkelt barn døde som spæd. Anna var ofte syg under ægteskabet, primært på grund af hendes mange graviditeter. Ikke desto mindre levede hun 23 år længere end William. Hun døde som 88-årig 25. februar 1864.
Harrison menes også at have fået seks børn med en af sine kvindelige slaver, Dilsia. Da han stillede op til præsidentembedet ville han ikke have "uægte slavebørn" omkring sig, så han gav fire af børnene til sin broder, der solgte dem til en plantageejer i Georgia. Gennem denne del af familien er Harrison oldefar til den berømte borgerrettighedsforkæmper Walter Francis White. White var præsident for NAACP fra 1931 til 1955.